# Werben (Spreewald)
Werben est une commune allemande de l'arrondissement de Spree-Neisse, Land de Brandebourg.

## Géographie
Werben se situe dans la zone de peuplement traditionnelle des Sorabes. Les bâtiments et installations publics, routes, chemins, places et ponts sont étiquetés de manière bilingue.
La commune comprend les villages de Brahmow et Ruben.
|      | Schmogrow-Fehrow |         |
| Burg | Werben           | Guhrow  |
|      | Kolkwitz         | Briesen |

## Histoire
Werben est mentionné pour la première fois en 1346 dans un matricule de la principauté épiscopale de Meissen, mais existe probablement depuis environ 1000, ce qui en fait l’un des plus anciens villages de la forêt de la Sprée. De 1464 à 1945, la famille von Schönfeld habite le manoir.
Juliane von Schönfeldt de la maison Werben est mariée à Otto Heinrich von Pannwitz ; sa fille Juliane Ulrike von Pannwitz se marie en 1775 avec Joachim Friedrich von Kleist (propriétaire des domaines adjacents à Guhrow), dont le fils est le célèbre poète Heinrich von Kleist.
À la fin de la Seconde Guerre mondiale, l'église est lourdement endommagée en avril 1945 lors des combats. Le manoir tombe en ruine après 1990 et est démoli. Le parc est sauvage. Le lieu de sépulture de la famille von Schönfeldt est rénové.
Jusqu'au XXe siècle, une grande partie de la population parle le sorabe. Arnošt Muka recense pour ses statistiques des Sorabes de Lusace en 1884-1885 une population totale de 1 703 habitants, dont 1 687 Sorabes (99%) et 16 Allemands.
En juillet 1950, la commune de Brahmow fusionne avec Werben.

## Démographie
| Année | Nombre d'habitants |
| ----- | ------------------ |
| 1875  | 1 630              |
| 1890  | 1 566              |
| 1910  | 1 504              |
| 1925  | 1 436              |
| 1933  | 1 478              |
| 1939  | 1 511              |
| 1946  | 1 949              |
| 1950  | 1 992              |

| Année | Nombre d'habitants |
| ----- | ------------------ |
| 1964  | 1 590              |
| 1971  | 1 507              |
| 1981  | 1 627              |
| 1985  | 1 553              |
| 1989  | 1 560              |
| 1990  | 1 539              |
| 1991  | 1 511              |
| 1992  | 1 513              |
| 1993  | 1 541              |
| 1994  | 1 564              |

| Année | Nombre d'habitants |
| ----- | ------------------ |
| 1995  | 1 651              |
| 1996  | 1 744              |
| 1997  | 1 838              |
| 1998  | 1 891              |
| 1999  | 1 927              |
| 2000  | 1 942              |
| 2001  | 1 926              |
| 2002  | 1 908              |
| 2003  | 1 900              |
| 2004  | 1 872              |

| Année | Nombre d'habitants |
| ----- | ------------------ |
| 2005  | 1 865              |
| 2006  | 1 842              |
| 2007  | 1 843              |
| 2008  | 1 812              |
| 2009  | 1 795              |
| 2010  | 1 763              |
| 2011  | 1 719              |
| 2012  | 1 700              |
| 2013  | 1 689              |
| 2014  | 1 694              |

| Année | Nombre d'habitants |
| ----- | ------------------ |
| 2015  | 1 703              |
| 2016  | 1 718              |
| 2017  | 1 693              |

## Personnalités liées à la commune
- Gottlob Ernst von Pannewitz (1697–1765), général prussien
- Friedrich Schindler (Jan Zygmunt Bjedrich Šyndlar) (1758–1841), prêtre sorabe
- Mato Kosyk (1853–1940), poète sorabe
- August Lentze (1860–1945), maire de Magdebourg mort à Werben
- Ulrich Kluge (né en 1935), historien

## Source
- (de) Cet article est partiellement ou en totalité issu de l’article de Wikipédia en allemand intitulé « Werben (Spreewald) » (voir la liste des auteurs).